# Iunia (apostol)
Iunia (sau Iunias), supranumită hagiografic Sfânta Iunia, era considerată de apostolul Pavel drept prima între Cei 70 de Apostoli, împreună cu Andronic. Iunia și Andronic erau rudele lui Pavel. Este singura femeie apostol menționată în Biblie.
Cei care negau rolul femeilor în Biserică au rebotezat-o Iunias, falsificând astfel Biblia, pentru a sugera că ar fi fost bărbat. Nu există niciun izvor istoric care să arate că Iunias ar fi fost nume de bărbat.
Arhiepiscopul Ioan Gură de Aur (344 - 407) nu a avut vreo problemă cu faptul că Iunia a fost femeie, fapt pe care l-a reliefat în comentariul său la Epistola către romani.